# Peter Kalmár

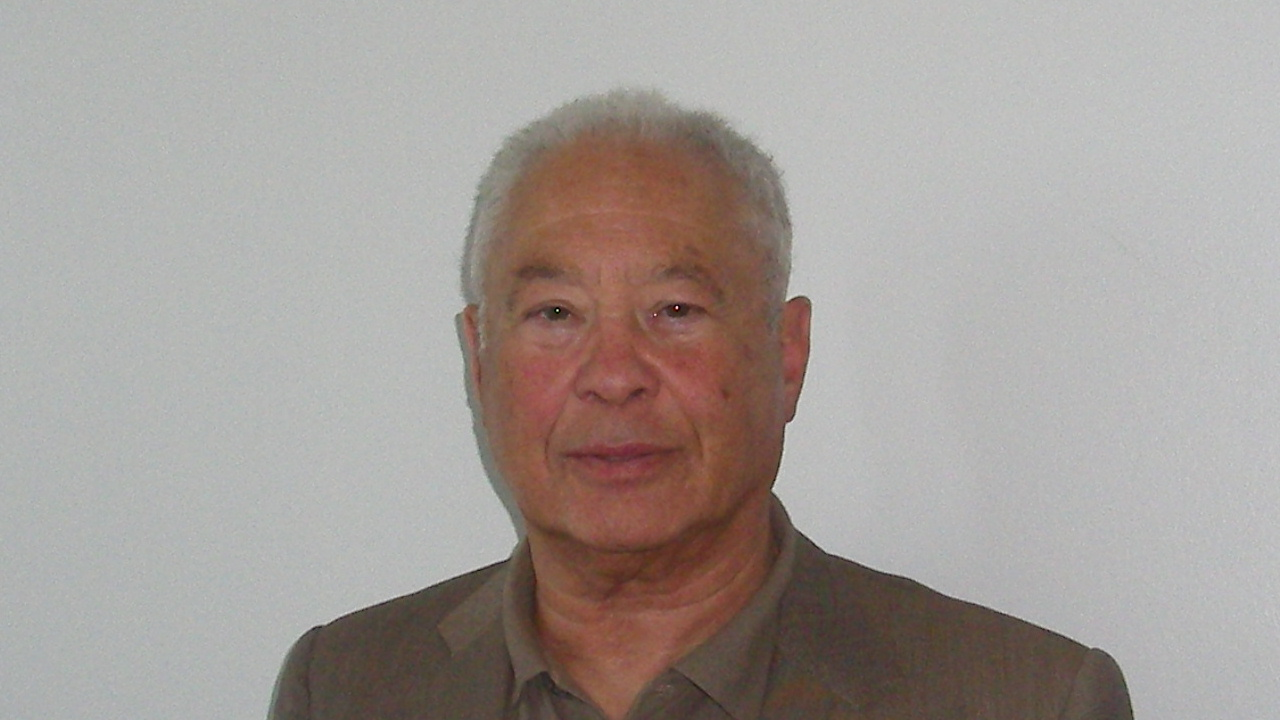
Peter Kalmár

Peter Kalmár (* 11. August 1934 in Budapest) ist ein deutscher Herzchirurg mit ungarischen Wurzeln. Er war Vorreiter auf dem Gebiet der Händedesinfektion.

## Leben
Kalmár wurde 1952 in Budapest zum Medizinstudium zugelassen. 1956 floh er aus Ungarn; die Flucht endete in Hamburg, wo er sein Studium beendete. 1958 wurde er zum Dr. med. promoviert („Beitrag zur Wirkungsweise des Harmins und des Bulbocapnins“) und arbeitete als Assistenzarzt zuerst in mehreren Hamburger Krankenhäusern, ab 1962 in Rheinhausen. 1964 kehrte er nach Hamburg zurück und bekam eine Assistentenstelle in der Klinik von Ludwig Zukschwerdt bei Georg-Wilhelm Rodewald im Universitätsklinikum Hamburg-Eppendorf (UKE), wo er auf einer thorax-, herz- und gefäßchirurgischen Station eingesetzt wurde. 1968 wurde er zum Oberarzt der Herzchirurgie ernannt. 1969 folgten die Habilitation mit Erhalt der Lehrberechtigung für das Fach Herz- und Gefäßchirurgie und experimentelle Kardiologie. 1973 folgte die Ernennung zum außerplanmäßigen Professor. 1974 erhielt er einen Ruf zur Übernahme des Lehrstuhles für kardiovaskuläre Chirurgie an der Universität Bonn. Während der schließlich gescheiterten Berufungsverhandlungen wurde von dem Klinikträger in Hamburg ein Bleibeangebot gemacht. 1987 übernahm er die Leitung der Herzchirurgie am UKE. 1993 war er Mitglied eines Operationsteams am UKE, das die erste Doppeltransplantation von Herz und Leber in Deutschland durchführte. Kalmár wurde 1998 emeritiert und arbeitete bis zum Jahr 2014 als freier Mitarbeiter in dem Beratungsunternehmen für Qualitätssicherung und Gesundheitsökonomie Lohfert & Lohfert AG, Hamburg.

## Alkoholische Einreibung zur Händedesinfektion
Obwohl die Notwendigkeit der Händedesinfektion seit Semmelweis und Lister erst Ende des 19. Jahrhunderts erkannt wurde, blieb die Praxis der hygienischen und chirurgischen Händedesinfektion bis in die 1960er Jahre aufwändig, teilweise unzureichend und gelegentlich hautschädigend.
Die Unterscheidung zwischen hygienischer und chirurgischer Händedesinfektion wurde im Jahr 1905 von Carl Flügge eingeführt: Die hygienische Händedesinfektion beseitigt die hautfremden Keime und reduziert die Zahl der hauteigenen Keime. Die chirurgische Händedesinfektion ist die weitgehende Eliminierung der hauteigenen Keime, die in der Hornhaut bis zum Stratum lucidum in abnehmender Zahl vorhanden sind, wobei Schweiß- und Talgdrüsen normalerweise nahezu keimfrei sind. Hygienische Händedesinfektion erfolgte, wenn überhaupt, nur in Form des üblichen Händewaschens und Abtrocknens oder durch die Verwendung verdünnter Desinfektionslösungen. Einwegmaterial war damals noch nicht bekannt, so dass die Hände mit Handtüchern abgetrocknet wurden, die z. T. nur einmal am Tag gewechselt wurden. Zur chirurgischen Desinfektion vor Operationen wuschen die Chirurgen sich zunächst für fünf Minuten die Hände mit Seife und Bürste unter fließendem Wasser. Danach wurde diese Waschung durch reichliches Aufbringen von hochprozentigem Alkohol auf die Hände und Unterarme fortgesetzt. Schließlich trockneten sie sich mit sterilen Tüchern ab. Alternativverfahren konnten sich wegen Wirkungslücken oder Unverträglichkeiten nicht durchsetzen.
Anlass zur Entwicklung des Einreibeverfahrens gaben die Erfahrungen u. a. bei der wöchentlichen Chefarztvisite. Bei diesen Visiten suchten alle Ober- und Assistenzärzte zusammen mit dem Klinikchef die Patienten auf. Wenn in den Zimmern Kranke mit Wundeiterungen lagen, musste in der Regel auch die Wunde untersucht und der Verband gewechselt werden. Einweghandschuhe, wie sie heute üblich sind, gab es damals noch nicht. Bei dem hohen Tempo der Chefvisite und der Enge im Krankenzimmer war es jedoch nicht möglich, dass sich jeder Arzt nach der Untersuchung die Hände waschen konnte. Stattdessen wurde auf dem Flur vor dem Zimmer eine Schüssel aufgestellt, in der sich eine bis dahin als desinfizierend geltende verdünnte formalinhaltige Lösung befand. Die Ärzte tauchten ihre Hände in das Desinfektionsmittel, trockneten sie sich mit einem Handtuch ab und wandten sich den nächsten Patienten zu.
Kalmár entnahm 1965 aus Interesse eine Probe aus der nicht mehr frischen Lösung und gab sie zur mikrobiologischen Untersuchung. Der damalige Oberarzt Naumann untersuchte die Probe. Er kam zu dem alarmierenden Ergebnis, dass sich in der Lösung auch unterschiedliche pathogene Bakterien befanden, das verdünnte Mittel also offensichtlich nicht die angenommene Wirkung entfaltete. Kalmár folgerte aus dem Befund und seiner Beobachtung in der täglichen Praxis, dass, statt der aufwändigen Waschung der Hände zur Verhinderung der Übertragung von Bakterien nach Kontakten mit Patienten, ein desinfizierendes Mittel entwickelt werden müsse, das sich schnell und mit wenig Aufwand einfach in die Hände einreiben ließe, das sicher wirkte und eine gute Akzeptanz durch hautpflegende Eigenschaften versprach.
Durch Vermittlung von Kalmárs Vorgesetzten, den Herz- und Thoraxchirurgen Georg Rodewald wurde der Chefarzt der Anästhesieabteilung, Horaz, gebeten, sich mit seinem Schwager, Eberhard Bode, Inhaber der Bacillolfabrik Dr. Bode & Co. in Hamburg, heute Bode Chemie, in Verbindung zu setzen. Bode beauftragte seinen Mitarbeiter Rolf H. Steinhagen, der bereits zuvor in Zusammenhang mit der Einführung der Flächendesinfektion Kontakte zur Herzchirurgie im UKE geknüpft hatte, sich mit Kalmár zur Lösung seiner Idee zusammenzusetzen.
Nach Literaturstudium kamen Kalmár und Steinhagen zu dem Schluss, dass als einzig effektives Mittel für die breitenwirksame Desinfektion der Hände weiterhin Alkohol anzusehen sei. Der bislang in der chirurgischen Händedesinfektion eingesetzte hochprozentige Alkohol aber hatte mehrere Nachteile: zum einen das hohe hautreizende Potenzial, zum anderen die geringe Tiefenwirkung auch aufgrund der schnellen Verdunstung. Daraus zog Kalmar die Konsequenz, dass Alkohol verdünnt eingesetzt und mit hautpflegenden Komponenten verbunden werden müsse, etwa mit rückfettenden Substanzen. Darüber hinaus sollte zur Sicherstellung einer länger dauernden Wirkung auch bei drei- bis vierstündigen Operationen eine Durchtränkung der Hornhaut bis in die tieferen Hornschichten erzielt werden, um zu verhindern, dass residente Keime aus den tieferen Hornhautschichten an die Oberfläche treten könnten. Deshalb müsse der Alkohol so modifiziert werden, dass er in die Haut diffundieren könne. Hautärzte empfahlen Invertseifen mit in Erwägung zu ziehen. Man entschied sich für die Verwendung von Fettalkoholen.
Die Ermittlung der Alkoholkombination mit einer optimalen Wirksamkeit wurde mit bakteriologischen Reihenuntersuchungen ermittelt. Daneben unterzogen Kalmár und Steinhagen in Eigenversuchen die in Frage kommenden Invertseifen in Bezug auf das Hautverhalten einer Prüfung. Nach diesen Versuchen erfolgte die Präparateformulierung. Die einzelnen Komponenten wurden zusammengefügt – das erste Händedesinfektionsmittel für das Einreibeverfahren war geboren. Nach den bakteriologischen Tests in der Hautklinik des UKE durch Meyer-Rohn wurde das Präparat Sterillium 1965 für die Praxis zugelassen. Noch im selben Jahr führte die Bacillolfabrik Dr. Bode & Co. die neue Arzneimittelspezialität als flüssiges Händedesinfektionsmittel auf alkoholischer Basis zur hygienischen und nach der in der Herzchirurgie durch Kalmar nachgewiesenen ausgezeichneten Langzeitwirksamkeit auch zur chirurgischen Händedesinfektion als Einreibepräparat in Deutschland und kurz darauf auch in Österreich ein. Eine Reihe von Folgepräparaten mit geringer Abweichung der Zusammensetzung wurde von den anderen in Herstellung und Vertrieb von Desinfektionsmitteln tätigen Unternehmen entwickelt und auf den Markt gebracht.

## Chirurgische Händedesinfektion ohne Waschung
Die Test- und Kontrollergebnisse im Operationsbetrieb mit dem Präparat Sterillium an der künstlich kontaminierten und der nativen Hand auch über 4 Stunden wurden ohne die bis dahin üblichen Vorwaschung mit Seife und Bürste unter laufendem Wasser erzielt.
Bei der räumlichen Enge des Waschraumes in der Eppendorfer Herzchirurgie mit einem Operationssaal für zwei Operationstische herrschte morgens, wenn zwei Operationsteams sich gleichzeitig für Operationen vorbereiteten und sich die Hände desinfizierten, eine sehr störende Enge. An einem der Arbeitstage stellte sich während der Händedesinfektion die Frage, wozu denn die übliche Wasser-Seifen-Vorwaschung diente, wenn das Einreibeverfahren auch ohne diese Präliminarie bessere hygienische Resultate brachte, als alles bisher Verwendete. In der darauffolgenden Diskussion empfahl Kalmar in Zukunft die Grobhygiene der Hände außerhalb der Operationseinheit zu absolvieren und im Rahmen der Händedesinfektion nur noch das alkoholische Einreibepräparat 5 Minuten lang in die Hände und Unterarm einzureiben. Rodewald, der Direktor der Einheit, war mit diesem Vorschlag sofort einverstanden. Von dem Tag an wurden Hände in der Operationseinheit nur nach den Eingriffen mit Wasser abgespült. Dadurch wurde plötzlich Zeit und Raum eingespart.
Anfang der 1980er Jahre erschienen mehrere Veröffentlichungen, die in Zusammenhang mit der Verwendung von verschiedenen alkoholischen Einreibepräparaten über allergische Reaktionen im Bereich der Hände berichteten. Ein früherer Oberarzt, der seit einigen Jahren als Leiter einer Fachabteilung im süddeutschen Raum arbeitete, rief Kalmár in Hamburg an und fragte um Rat, da seine Hände nach der Desinfektion mit dem Einreibepräparat entzündliche Veränderungen der Haut aufwiesen. Er meinte, man habe an der Zusammensetzung des Desinfektionsmittels etwas verändert, wodurch die neu aufgetretene Hautunverträglichkeit erklärt werden konnte. Eingehende Überprüfungen des Herstellers ergaben keine Veränderung der Rezeptur oder des Herstellungsverfahrens. Bei weiteren Gesprächen mit dem betroffenen Chirurgen stellte sich heraus, dass dieser seit ein bis zwei Jahren das in der dortigen Klinik übliche Kombinationsverfahren der chirurgischen Händedesinfektion anwenden musste, bei dem vor der eigentlichen Desinfektion eine mehrminütige Waschung der Hände mit Wasser, Seife und Bürste erfolgen musste. Im Einklang mit der Literatur über die schädliche Wirkung der zu häufigen oder zu aggressiven Waschung ergab sich der Verdacht, dass nicht das Präparat, sondern die Kombination mit der Waschung schließlich für die Unverträglichkeitserscheinungen verantwortlich war.
Diese Auffassung entspricht der aktuellen Leitlinie der Arbeitsgemeinschaft der Wissenschaftlichen Medizinischen Fachgesellschaften über Händedesinfektion und Händehygiene.

## Auszeichnungen
- 2007: Verfassungsportugaleser in Silber[5]

## Publikationen
- mit J. Meyer-Rohn: Erfahrungen mit einem neuen Händedesinfektionsmittel. In: Der Chirurg. Band 39, 1968, S. 231–236.
- Chirurgische Händesinfektion mit alkoholischen Einreibepräparaten. In: Swiss Med. Band 7, 1985, S. 57–59.